# Матяшівка (Обухівський район)
Матяші́вка — село в Україні, в Обухівському районі Київської області. Населення становить 388 осіб.

## Населення

### Мова
Розподіл населення за рідною мовою за даними перепису 2001 року:
| Мова       | Кількість | Відсоток |
| ---------- | --------- | -------- |
| українська | 495       | 97.63%   |
| російська  | 12        | 2.37%    |
| Усього     | 507       | 100%     |

## Відомі особистості
В поселенні народилися:
- Щербак Василь Артемович (* 1928) — український мистецтвознавець.
- Щербак Віталій Олексійович (* 1954) — український історик, доктор історичних наук.